# Халабуда з ковдр

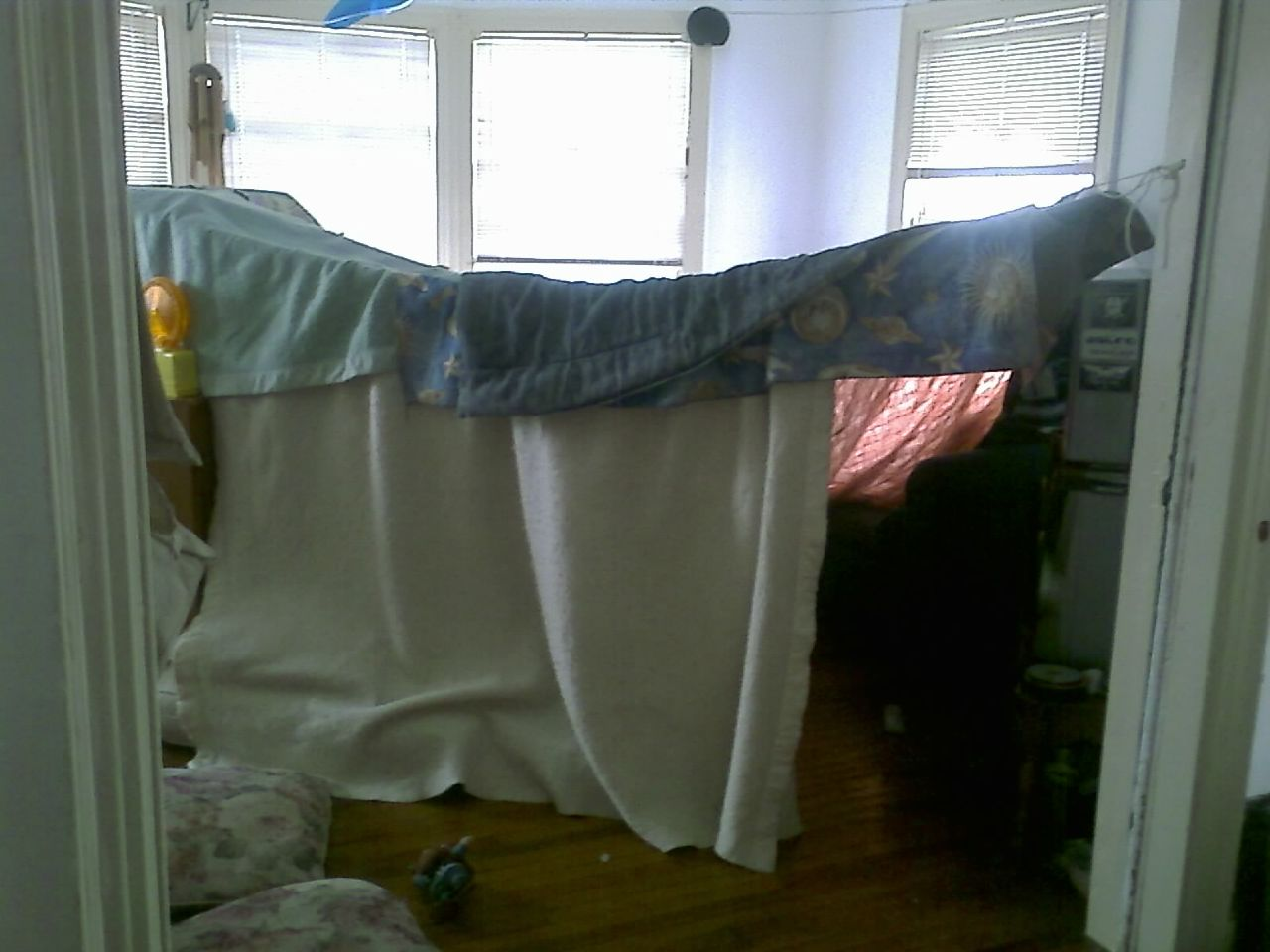
Халабуда, підвішена на мотузках

Халабуда з ковдр (англ. Blanket fort) — конструкція, яку зазвичай виготовляють з ковдр, простирадл, спальних подушок та диванних подушок. В українській культурі будівництво халабуд чи куренів є природною частиною дитячих ігор, проте не має окремої, чітко закріпленої назви, оскільки акцент робиться на тому що будують (халабуда, будиночок, схованка, курінь), а не на з чого (хоча «з ковдр» додається для уточнення). Отже, коли українські діти хочуть погратися в цю гру, вони зазвичай кажуть: «Давайте зробимо будиночок з ковдр!», «Будуймо халабуду!» або «Зробімо курінь!». Концепція будування «схованки» або «халабуди» з підручних матеріалів, включаючи ковдри, подушки, стільці тощо, є дуже поширеною і знайомою кожному українському дитинству. В сучасній культурі її також називають куренем з ковдр[джерело?], хаткою з ковдр, схованокою з ковдр, будиночком з ковдр, диванною фортецею, подушковою фортецею, простирадловою фортецею або лігвом.

## Особливості
У книгах з виховання дітей часто пропонують будувати ковдрові фортеці як заняття для батьків, щоб вони могли гратися зі своїми дітьми. Халабуда створюється шляхом збору ковдр по всьому будинку та збирання їх у вигляді кімнати. Основою для фортеці з ковдр можуть стати такі меблі, як обідній стіл, двоярусне ліжко, стільці або перевернутий диван. Для з'єднання ковдр та простирадл можна використовувати прищіпки, біндери та безпечні шпильки.

### Технологія будівництва з меблів та одіял
- Підготовка матеріалів. Для початку будівництва слід підготувати необхідні меблі. Якщо доступні великі листи картону, їх можна використати для додаткового зміцнення конструкції.
- Розміщення меблів. Меблі розташовуються по колу таким чином, щоб забезпечити стійкість майбутнього куреня під час його використання.
- Створення даху. Для даху можна використати велику ковдру, накинувши її на розставлені меблі. Якщо однієї великої ковдри немає, можна з'єднати декілька менших ковдр за допомогою прищіпок, скріпок або інших кріпильних елементів. Щоб дах був надійно закріплений і не впав, рекомендується додатково зафіксувати його гумками.
- Формування входу. Необхідно залишити незакритий отвір достатнього розміру, щоб забезпечити вільний вхід і вихід з куреня. Вхід може бути розташований у будь-якій частині конструкції – спереду або ззаду.
- Фіксація конструкції. По периметру куреня слід розмістити важкі предмети, такі як книги або великі іграшки, які допоможуть запобігти його руйнуванню.
- Надання назви. Щоб усі знали назву затишного місця для відпочинку, її можна написати на аркуші паперу і закріпити біля входу.
- Оформлення інтер'єру. Для створення м'якої та затишної атмосфери всередині куреня можна розкласти ковдри, пуфи та подушки.[5]

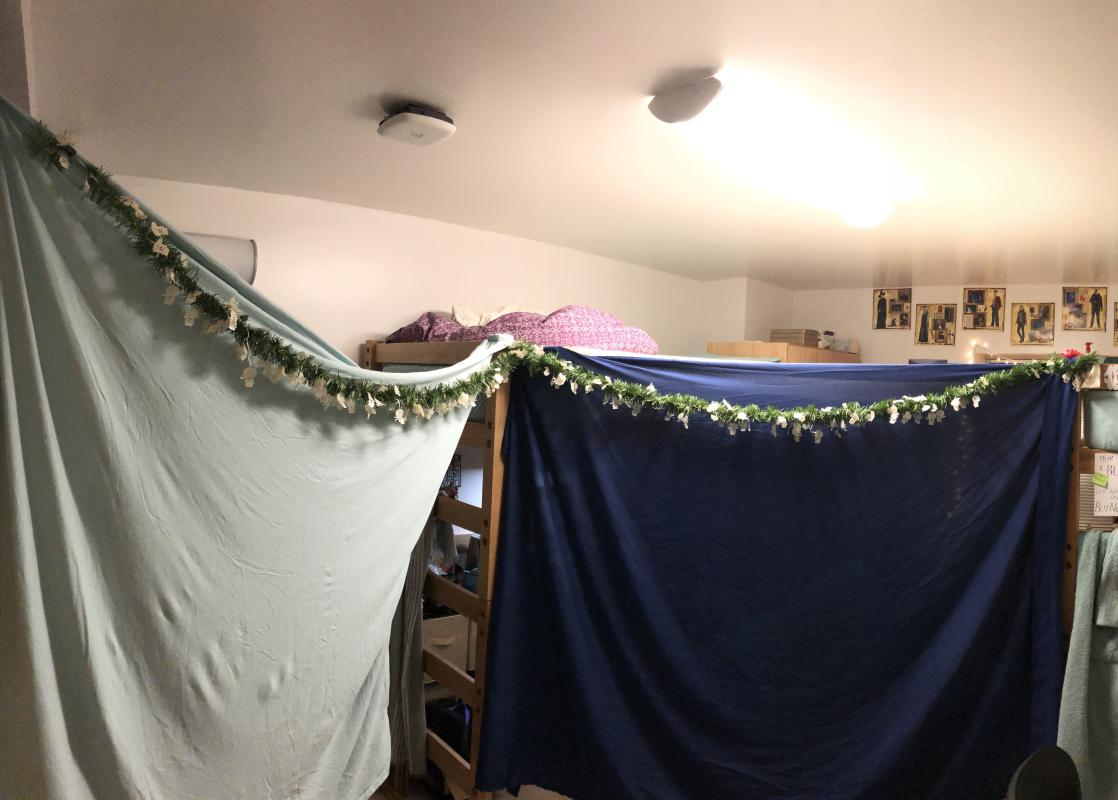
Халабуда, побудована в гуртожитку коледжу з використанням ліжок на горищі як опори

### Технологія будівництва з подушок та валиків дивана
- Підготовка матеріалів. Найсмітніші з них стануть стінами майбутньої споруди. Їх слід розташовувати вертикально, адже горизонтальне розміщення може призвести до швидкого руйнування конструкції. Задня частина дивана може слугувати міцною опорною стіною: достатньо просто розмістити подушки з боків і накрити їх ковдрою.
- Створення даху. Коли м'які стіни готові, зверху можна покласти тверду подушку або просто накрити всю конструкцію великою ковдрою. Для створення комфортної підлоги використовуються додаткові подушки або будь-які інші м'які предмети.[5]

### Технологія будівництва зі стільців, дивана та подушок
- Вибір і підготовка місця. Оберіть кімнату, що найкраще підходить для будівництва. Ідеально, якщо є диван, який стане центральним елементом конструкції. Інші «будівельні матеріали» — стільці, ковдри, подушки — можна перенести з інших кімнат.
- Підготовка дивана. З дивана потрібно зняти всі подушки, як з сидінь, так і зі спинок. Перед початком будівництва важливо очистити диван від крихт, пилу та іншого сміття.
- Зведення стін. Стіни створюються з подушок, знятих з дивана. Пподушки розміщують на сидінні дивана так, щоб її плоска сторона спиралася на підлокітник. Можна також використовувати звичайні подушки з ліжка; у такому випадку до кожного підлокітника слід поставити 2-3 подушки. Важливо, щоб верхній край подушок був на одному рівні зі спинкою дивана. Для цього може знадобитися скласти кілька подушок одна на одну.
- Створення даху. Для даху зазвичай використовують ковдру. Її вузькі краї краще покласти на подушки, тоді як довгий край має лежати на спинці дивана. Полотно, яке виконуватиме роль даху, повинно бути добре натягнуте над куренем. Замість ковдри можна взяти простирадло; воно легше і не так сильно тиснутиме на подушки, запобігаючи їх просіданню. Варто врахувати, що важкі, щільні ковдри створюють у курені затишну та таємничу атмосферу завдяки тому, що не пропускають світло. Однак їхня значна вага може призвести до обвалу конструкції.
- Розширення простору. Щоб збільшити площу, можна залучити інші меблі та додаткові подушки. Один з найпростіших способів розширення — встановити два стільці спинками один до одного з боків конструкції. Потім до їхніх ніжок притуляють подушки, а зверху накривають ковдрою.[5]

### Облаштування вігваму
Зведення домашнього вігваму є швидким і простим. Спершу дерев'яні палиці зв'язуються разом, формуючи міцний каркас. Потім тканина кріпиться до каркасу і рівномірно розподіляється по ньому. Такий вігвам може стати чудовим місцем для зберігання іграшок.

## У масовій культурі
Як основний елемент розваги раннього дитинства, ковдри-форти часто згадуються в дитячих книжках, таких як «Ночівля Кордуроя» , «Якщо ти влаштуєш вечірку свині» та «Зілот та інші важливі рими» Боба Оденкірка.
У третьому сезоні телесеріалу «Спільнота» епізоди «Цифрове дослідження дизайну інтер'єру» та «Подушки та ковдри» зосереджуються на ідеї будівництва найбільшої фортеці з ковдр.

## Світовий рекорд
За Книгою рекордів Гіннеса, найбільша халабуда з ковдр в історії сягала 1 141,79 м2 (12 290,1 фут2) і була побудована загонами скаутів Cub Scouts Pack 502, Scouts BSA Troop 502B та Scouts BSA Troop 502G у травні 2023 року в Маунт-Плезант, штат Південна Кароліна. Рекорд був спробою «надихнути скаутів на змістовне служіння та залучення, підвищення обізнаності та реагування на потреби у своїй громаді».